# 黒滝サク
黒滝 サク（くろたき さく）は、福岡県柳川市出身のモデル。
事務所はHITMAN&Co.,所属。
ノリケラトプス研究所株式会社代表取締役。
ノリケラトプス研究所.のノリ社長として海苔の研究と普及を行う。

## 来歴
福岡のモデル事務所に所属。初CM、「うまかっちゃん」で氷川きよしと２ショットで共演。
ご当地アイドルの先駆け「Three」のセンターとしてアイドル活動とモデル業を両立。
2003年/「第１回トップコート次世代ヒロインオーディション」のグランプリを獲得。その後、モデル事務所に移籍しCMモデルを中心に、演技力を活かしたモデルとして活動する。ダンスも意外と踊れます。
2017年4月17日　黒滝サクに改名。
2018年　ノリケラトプス研究所.を創立し所長に就任。
2019年　柳川市沖端町　直営店　ノリケラトプス研究所.本店をオープン。
2022年3月　ノリケラトプス研究所株式会社設立　代表取締役就任。
2022年12月　ホテルニューオータニ東京に直営2号店　海苔使黒滝　紀尾井町本店をオープン。

## プロデュース＆コラボ企画
- 米米クラブ35周年記念ライブ『OMUSUBI』とコラボ、石井竜也氏デザインの『OMUSUBINORI』パッケージの販売
- 九州国立博物館とコラボパッケージのsakuサクのりを、お正月の来場記念として3500袋プレゼント
- 松崎しげる主催『黒フェス』とコラボパッケージの販売

## 出演CM
- ハウス食品「うまかっちゃん」で氷川きよしと共演（1999年）
- サンガリア「おいしいお茶」篇（メイン、挿入歌歌唱）「フルーツポンチ」篇（2003年）
- ヴァーナル化粧品（2004年）「教えない」篇 「実はお父さんも」篇
- ハウステンボス（200５年）「光の街クリスマス」篇
- 広島女学園大学（200５年）
- 福岡市人権尊重週間 「いじめ」篇 （メイン、ナレーションも担当）受賞作品（200５年）
- 九州電力 魔法使いマリの冒険（200５年）
- 大正製薬「パブロン50」（200６年）
- レコード直営サウンド/レコチョク 「ダウンロードせずにはいられない」篇（2007年）
- 日本生命　「みらいサポート すてきでしょ」篇大塚愛と共演（2007年）
- セゾン自動車火災保険　「おとなだからね」篇 香川照之と共演（2008年）
- 三井不動産 三井ガーデンホテルPark Axis　「働く人の思い」篇（2009年）
- ドラックトップス「トップスマン新登場」篇(2009年)
- ロッテ Acuo「新入社員」篇(2009年)
- ミネルヴァ法律特許事務所(2009年)
- 車検の速太郎（2011年）
- 明治/OLL2716乳酸菌　「つながる」篇（2013年）
- オートバックス「エスポルテ誕生」篇（2013年）
- ＧunHo/パズドラ「コーラス隊」篇「おはやし隊」編（2013年）
- ユニー/ＡＰＩＴＡ「201４ 新春」篇（2013年）
- LION/リード　ヘルシークッキングペーパー　「８人の主婦」編（2014年）
- ヤマサ/昆布ポン酢　「こんぶのチカラ」篇　草彅剛と共演（ナレーションも担当）（2014年）
- 花王/りーぜ「誕生！お直しシート」篇　「髪もお直ししなくちゃ」編　優香と共演（2015年）
- 東京ディズニーリゾート　「夏ディズニー」　篇　（2015年）
- ＪＲ東海/トーキョーブックマーク　「店頭へ行こう」　篇　（2015年）
- ダスキン/ミスタードーナツ　クレームブリュレドーナツ　「ミスドは手づくり」篇（2016年）
- ＨＯＮＤＡ/ジョルノ　「ジョル♥キュン　Ｔime Line」（2016年）
- アサヒ/ミンティア　「いろんな私とミンティアと」編　北川景子と共演（2016年）
- Google Play Music「音楽のある生活、キャンプ」編（女性のメイン）（2016年）

## 出演TV
- BSフジ、ショートフィルム「恋する梅干し」　(監督　古厩正之)　で主演デビュー。成宮寛貴と共演（2003年）
- CX「新春かくし芸大会２００４」　演目「座頭市　下駄タップ」若手グループのメインで踊る。（2004年）
- FBS「地デジでGO!」　年間レギュラー　地上デジタル放送切り替えの為の情報番組。（2005年）
戦隊モノをイメージした衣装でハニーグリーンとして出演。
- TNC「GeeBee」レギュラー出演（2011年）
主に「カレー部」や「ご当地コスメの旅」「ホノルルマラソンへの道」のコーナーを担当。
コスメの旅では全国どこへでも行きその土地ならではコスメを体を張って調査する。
ホノルルマラソンへの道では、ハワイホノルルマラソンに出場しフルマラソンを完走。
- 2011年　RKB「チャギハ！」レギュラー/女子力アップさせるべく様々なことに挑戦する情報バラエティー

## 出演ラジオ
- 2004年　天神FM「もえらじ」1年半レギュラーでメインパーソナリティを務める。
ポンキッキーズのような、うさぎの着ぐるみで毎回公開生放送。

## 舞台
- 2004年「STAND BY ME」ケイト役　(東京グローブ座)
- 2008年「SAZEN」作、演出　脇太平（博品館劇場）主演：石坂勇/保坂知寿　おかやまはじめ、
丹下左膳の物語、オーディションで天草四郎の妹、美代役に選ばれ盲目の少女を演じる。

## スチール/広告
- 「スペースワールド」「リバーウォーク」「ソラリアプラザ」などの商業施設のポスター（1999年）
- 「NTT Docomo九州」総合カタログ　年間モデル（2004年）
- 「リバーウォーク」（2004年）
- 「九州ゼクシィ」（2004年）
- 東日本銀行　年間イメージガール（200８年）
- 公益社団法人　建設荷役車両安全技術協会　イメージモデル（200９年）
- SUZUKI「ワゴンR　スティングレィ」（2010年）
- 資生堂「ｄプログラム」年間モデル（2010年）
- NTTdocomo（2011年）
- 「大丸福岡天神店」（2011年）
- 「阪急梅田百貨店」（2011年）
- リクルート「リクルートポイント」（2014年）
- ジョンソンエンドジョンソン「アキュビューストアOpen」　（2015年）
- 明治記念館「ゼクシー/館内用ビジュアル」（2017年）
- ＪＡバンク「WEB/店頭ポスター」松下奈緒と共演（2017年）

## 雑誌・書籍
- 九州のウエディング雑誌「Memory」「ウインク」などの表紙。
- 「ヤングチャンピオン」(巻中グラビア) 「SevenTeen」他多数  1999年〜2000年
- 「女子カメラ」「コマーシャルフォト」「monomax」「Vezzy」「紅絹vol.2」 20０９年〜201１年
- 「ゼクシィ」「海外ゼクシィ」「ゼクシィ Premier」「Ｏzplus」「CYAN」「Hanaco」
- 「SNOW ENGEL」「ひとりで着られるはじめてのゆかた」 2013年〜2017年

## Web広告
- アニヴェルセルみなとみらい「２２ｍ　Ｓｔｏｒｙ」ＷＥＢムービー（2015年）
- フレアージュ葉山「音羽の森」（2015年）
- ワタベウエディング「ALOHA KE AKUA」　ＷＥＢムービー（2016年）

## ショー
- 鈴乃屋「清鈴苑きものショー」　2009年〜2015年の7回出演

## 参考
- タレントデータベース